# Rhaptonema densiflora
Rhaptonema densiflora är en tvåhjärtbladig växtart som beskrevs av Friedrich Ludwig Diels. Rhaptonema densiflora ingår i släktet Rhaptonema och familjen Menispermaceae. Inga underarter finns listade i Catalogue of Life.